# Handelsbeauftragter der Vereinigten Staaten

Siegel des Handelsvertreters

Das Amt des Handelsbeauftragten der Vereinigten Staaten (englisch Office of the United States Trade Representative, USTR, vormalig Office of the Special Trade Representative) untersteht der Exekutive der Bundesregierung der Vereinigten Staaten von Amerika und ist Teil des Executive Office des Präsidenten. Es ist für die internationale Handelspolitik der Vereinigten Staaten zuständig.

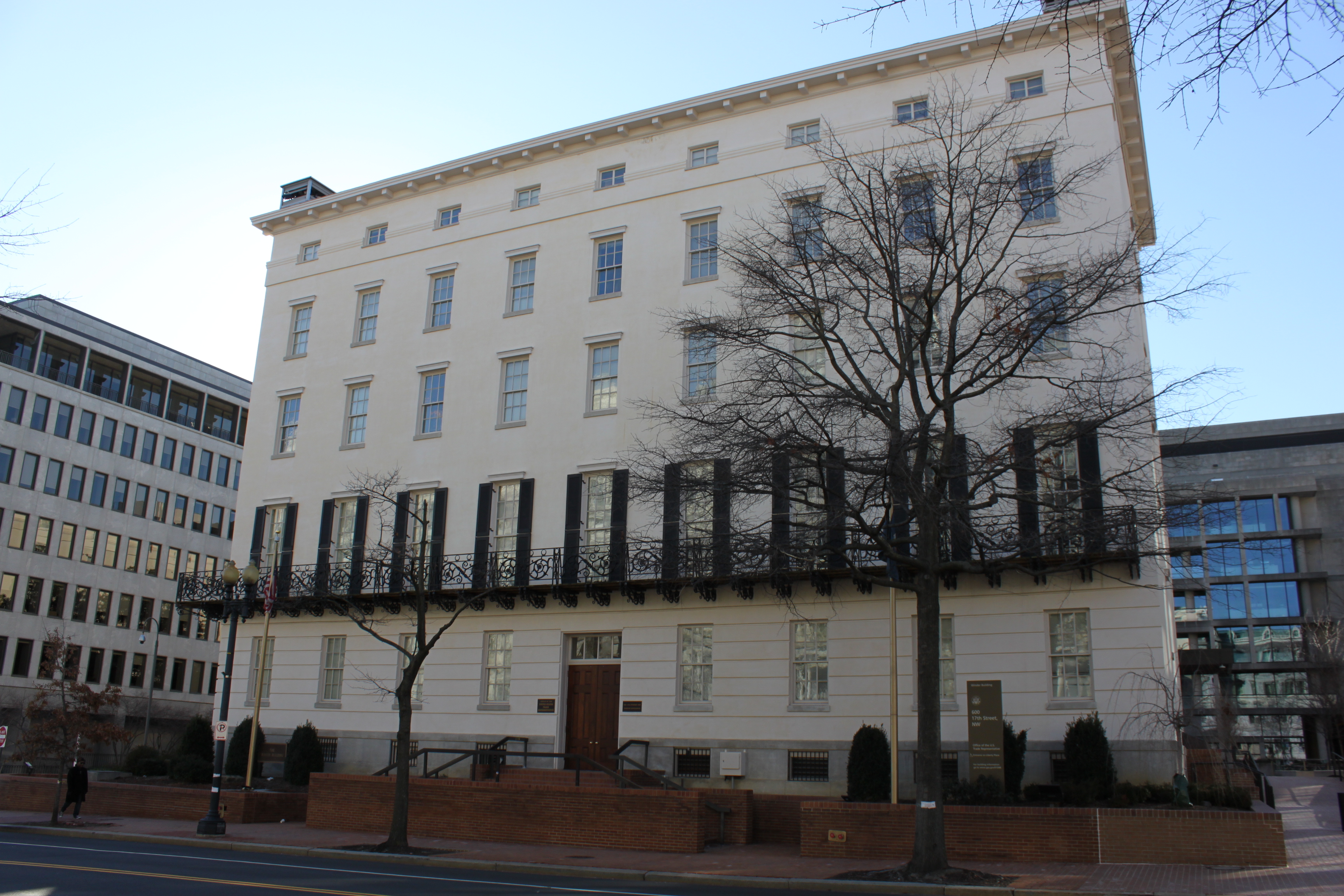
Amtssitz des Handelsbeauftragten: Das Winder Building in Washington D.C.

Der Handelsbeauftragte wird vom Präsidenten mit Zustimmung des Senats ernannt und hat Kabinettsrang.

## Special 301 Report

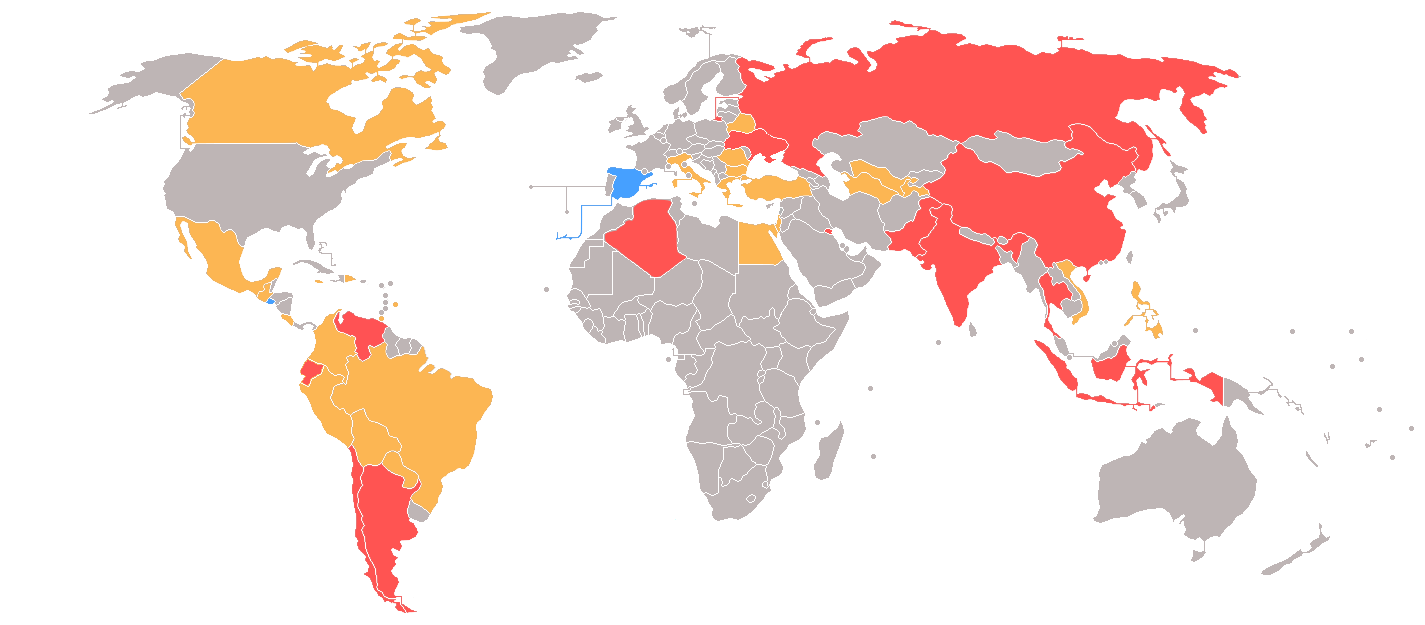
Priority Foreign Country
Priority Watch List
Watch List
Section 306 Monitoring
Out-of-Cycle Review/Status Pending

Seit den frühen 1980ern spielt der Handelsbeauftragte eine wichtige Rolle in der weltweiten Erweiterung von geistigen Eigentumsrechten und beobachtet die Schritte, die andere Regierungen zum Schutze des geistigen Eigentums unternehmen. Der Handelsbeauftragte veröffentlicht dazu den jährlichen Special 301 Report, der die Wirksamkeit geistiger Eigentumsrechte in anderen Ländern untersucht. Dabei werden die Länder in die Kategorien Priority Watch List, Watch List und/oder Section 306 Monitoring eingeteilt. Rechtsgrundlage ist Pub.L. 93–618, 19 U.S.C. § 2242.

## Liste der Handelsbeauftragten
| Name                              | von       | bis       | ernannt durch     |
| --------------------------------- | --------- | --------- | ----------------- |
| Christian Archibald Herter        | 1962      | 1966      | John F. Kennedy   |
| William Matson Roth               | 1967      | 1969      | Lyndon B. Johnson |
| Carl Joyce Gilbert                | 1969      | 1971      | Richard Nixon     |
| William Denman Eberle             | 1971      | 1975      | Richard Nixon     |
| Frederick Baily Dent              | 1975      | 1977      | Gerald Ford       |
| Robert Schwarz Strauss            | 1977      | 1979      | Jimmy Carter      |
| Reubin O’Donovan Askew            | 1979      | 1981      | Jimmy Carter      |
| William Emerson Brock             | 1981      | 1985      | Ronald Reagan     |
| Clayton Keith Yeutter             | 1985      | 1989      | Ronald Reagan     |
| Carla Anderson Hills              | 1989      | 1993      | George Bush       |
| Michael Kantor                    | 1993      | 1997      | Bill Clinton      |
| Charlene Barshefsky               | 1997      | 2001      | Bill Clinton      |
| Robert Bruce Zoellick             | 2001      | 2005      | George W. Bush    |
| Peter F. Allgeier (kommissarisch) | 2005      | 2005      | George W. Bush    |
| Robert Jones Portman              | 2005      | 2006      | George W. Bush    |
| Susan C. Schwab                   | 2006      | 2009      | George W. Bush    |
| Ronald Kirk                       | 2009      | 2013      | Barack Obama      |
| Michael Froman                    | 2013      | 2017      | Barack Obama      |
| María Pagán (kommissarisch)       | 2017      | 2017      | Donald Trump      |
| Stephen Vaughn (kommissarisch)    | 2017      | 2017      | Donald Trump      |
| Robert Lighthizer                 | 2017      | 2021      | Donald Trump      |
| María Pagán (kommissarisch)       | 2021      | 2021      | Joe Biden         |
| Katherine Tai                     | 2021      | 2025      | Joe Biden         |
| Juan Millán (kommissarisch)       | 2025      | 2025      | Donald Trump      |
| Jamieson Greer                    | seit 2025 | seit 2025 | Donald Trump      |